# Sialis

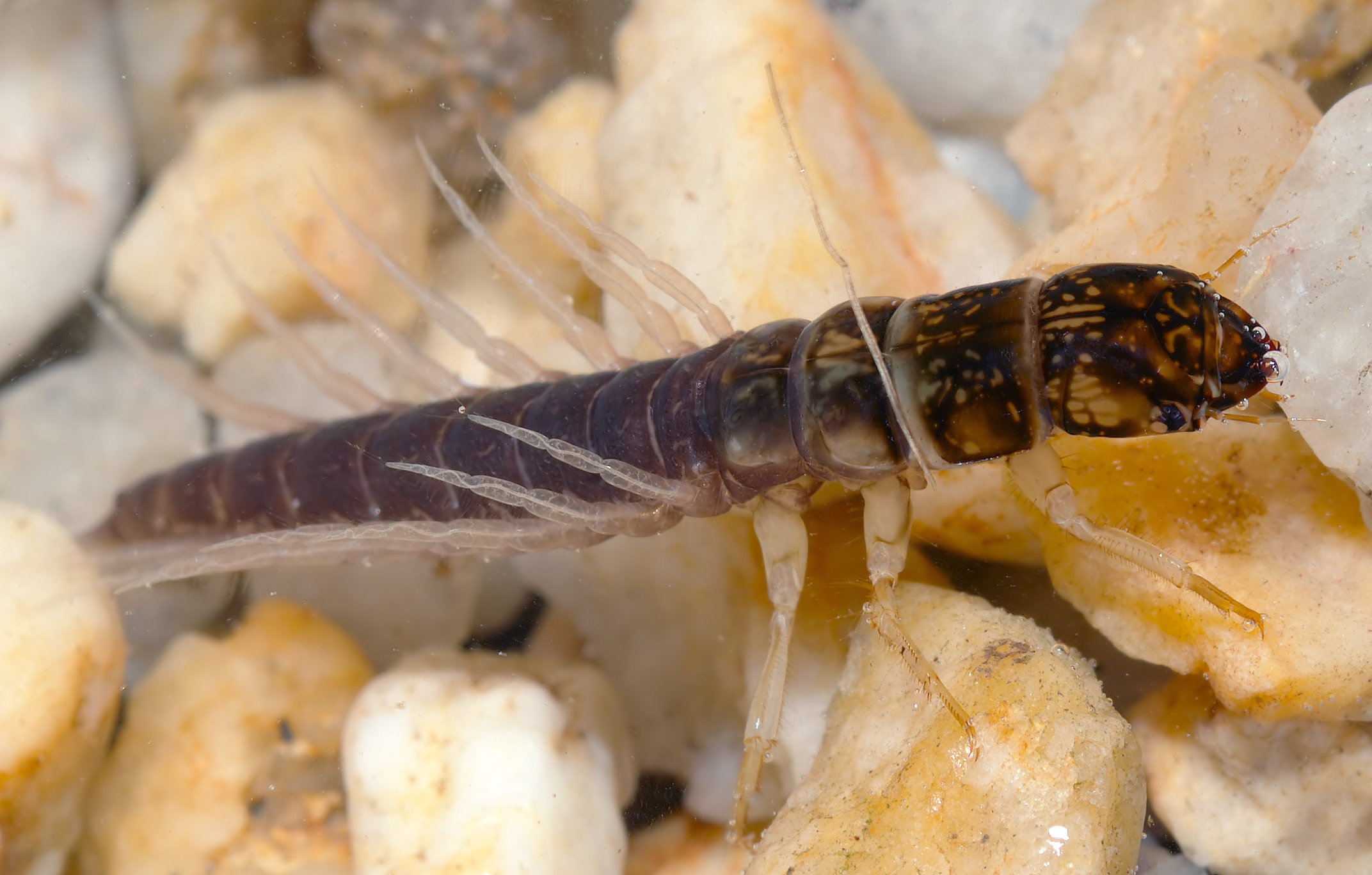
Личинка вислокрылки

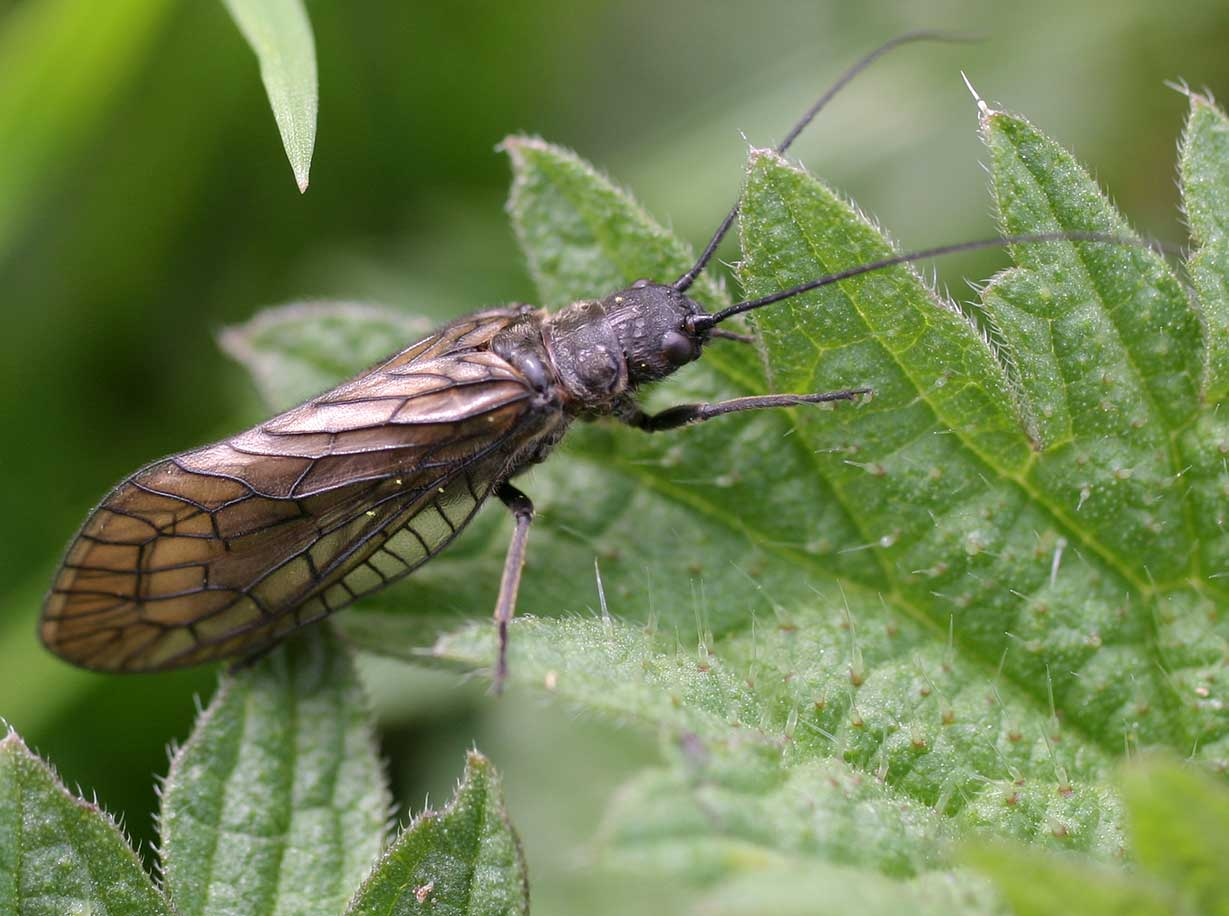
Вислокрылка Sialis lutaria

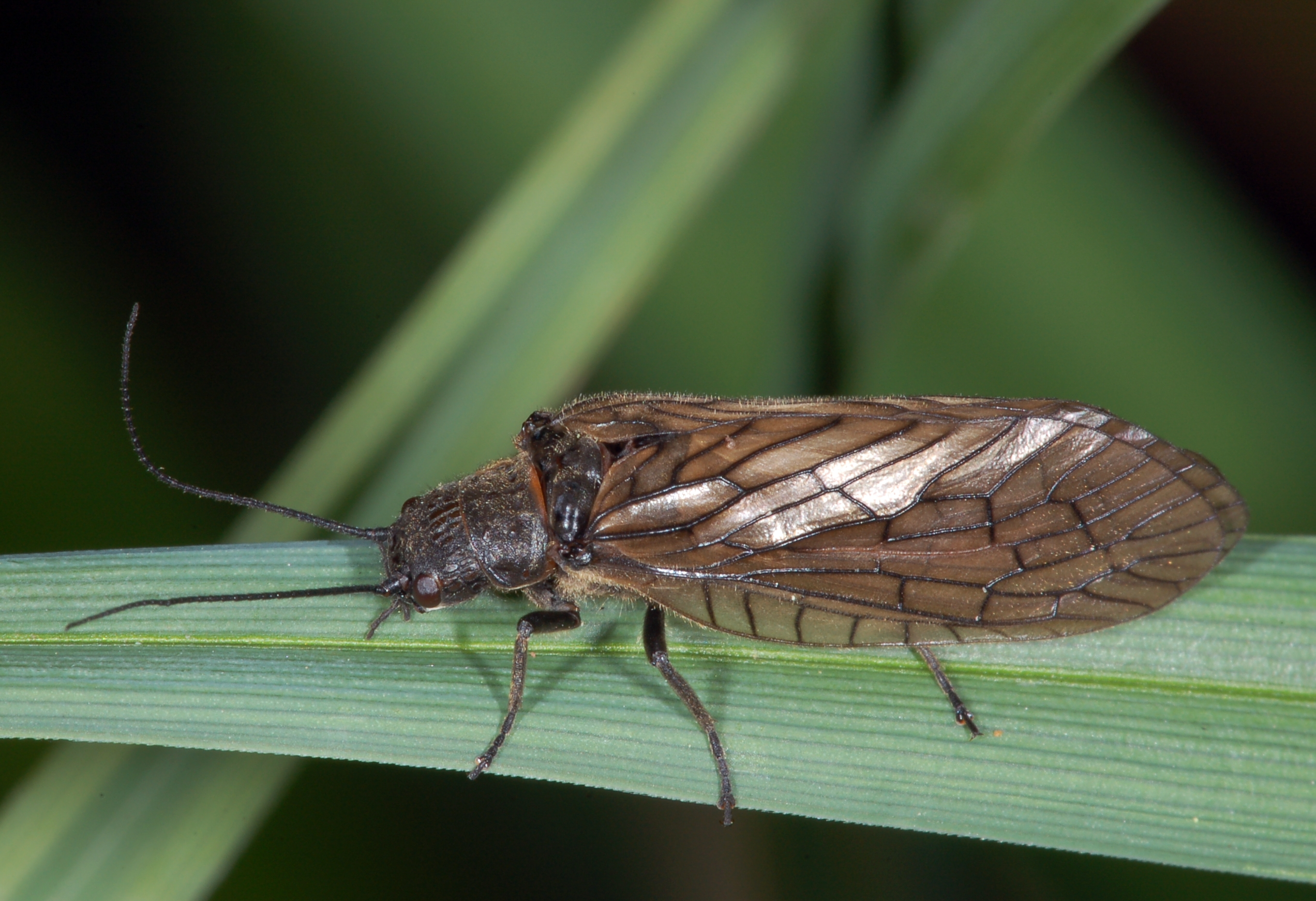
Вислокрылка

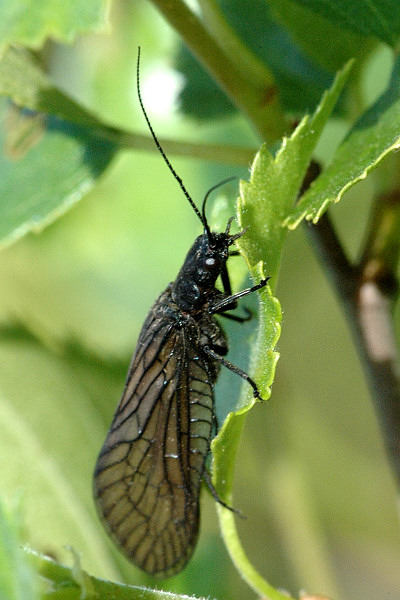
Вислокрылка Sialis lutaria

Sialis (лат.) — род вислокрылок из отряда большекрылых насекомых (Megaloptera).
Голова прогнатическая, почти квадратная. Тело и крылья буровато-чёрные, тёмно-серые. Взрослые особи ведут дневной образ жизни и летают с мая по июнь на различной растительности. Самки откладывают на листья береговых растений до 2000 яиц группами примерно по 200 штук. Вылупившиеся личинки падают прямо в воду. Сначала они живут в воде, а затем зарываются в ил. Эти личинки питаются личинками других насекомых, червей и мелких моллюсков. Для развития им обычно требуется два года, зимуют они в виде личинок. Окукливание происходит на берегу в почве. В Палеарктике около 30 видов.
В Европе 10 видов..

## Систематика
Список видов:
- Семейство Sialidae
  - Род Sialis Latreille, 1802
    - Sialis abchasica Vshivkova, 1985
    - Sialis aequalis Banks, 1920
    - Sialis americana (Rambur, 1842)
    - Sialis annae Vshivkova, 1979
    - Sialis arvalis Ross, 1937
    - Sialis atra Navás, (1928)
    - Sialis bifida Hayashi & Suda, 1997
    - Sialis bilineata Say, 1823
    - Sialis bilobata Whiting, 1991
    - Sialis californica Banks, 1920
    - Sialis chilensis McLachlan, (1871)
    - Sialis concava Banks, 1897
    - Sialis contigua Flint, 1964
    - Sialis cornuta Ross, 1937
    - Sialis didyma Navás, 1916
    - Sialis dorochovae Vshivkova, 1985
    - Sialis dorsata Say, 1823
    - Sialis dreisbachi Flint, 1964
    - Sialis elegans X.-y. Liu & D. Yang, 2006
    - Sialis flavicollis Enderlein, 1910
    - Sialis formosana Esben-Petersen, 1913
    - Sialis frequens Okamoto, 1905
    - Sialis fuliginosa F. Pictet, 1836
    - Sialis fumosa Navás, 1915
    - Sialis glabella Ross, 1937
    - Sialis gonzalezi Vshivkova, 1985
    - †Sialis groehni Wichard, 1997
    - Sialis hamata Ross, 1937
    - Sialis hasta Ross, 1937
    - Sialis henanensis X.-y. Liu & D. Yang, 2006
    - †Sialis herrlingi Wichard, 2002
    - Sialis imbecilla Say, 1823
    - Sialis immarginata Say, 1823
    - Sialis infumata Newman, 1838
    - Sialis iola Ross, 1937
    - Sialis itasca Ross, 1937
    - Sialis japonica van der Weele, 1909
    - Sialis jianfengensis D. Yang et al., 2002
    - Sialis joppa Ross, 1937
    - Sialis klingstedti Vshivkova, 1985
    - Sialis kunmingensis X.-y. Liu & D. Yang, 2006
    - Sialis levanidovae Vshivkova, 1980
    - Sialis longidens Klingstedt, (1932)
    - Sialis lutaria (Linnaeus, 1758)
    - Sialis martynovae Vshivkova, 1980
    - Sialis melania Nakahara, 1915
      - Подвид Sialis melania kyushuensis Hayashi & Suda, 1995
      - Подвид Sialis melania melania Nakahara, 1915
      - Подвид Sialis melania tohokuensis Hayashi & Suda, 1995
      - Подвид Sialis melania toyamaensis Hayashi & Suda, 1995

    - Sialis mohri Ross, 1937
    - Sialis morio Klingstedt, (1933)
    - Sialis morrisoni K. Davis, 1903
    - Sialis muratensis Nel, 1988
    - Sialis nevadensis K. Davis, 1903
    - Sialis nigripes E. Pictet, 1865
    - Sialis nina Townsend, 1939
    - Sialis occidens Ross, 1937
    - Sialis rotunda Banks, 1920
    - Sialis sibirica McLachlan, 1872
    - Sialis sinensis Banks, (1940)
    - Sialis sordida Klingstedt, (1933)
    - Sialis spangleri Flint, 1964
    - Sialis strausi Illies, 1967
    - Sialis vagans Ross, 1937
    - Sialis vanderweelei U. Aspöck & H. Aspöck, 1983
    - Sialis velata Ross, 1937
    - Sialis versicoloris X.-y. Liu & D. Yang, 2006
    - Sialis yamatoensis Hayashi & Suda, 1995
    - Sialis zhiltzovae Vshivkova, 1985